# Der Großinquisitor
Der Großinquisitor (russisch Великий инквизитор), mit dem Zusatz Eine Phantasie, ist das fünfte Kapitel des fünften Buches aus dem Roman Die Brüder Karamasow von Fjodor Dostojewski, das auch separat unter demselben Titel veröffentlicht wurde. Iwan Karamasow erzählt seinem Bruder Aljoscha eine phantastische Geschichte. Jesus erscheint im Sevilla des 16. Jahrhunderts, wo gerade die Inquisition stattfindet. Das Volk erkennt Jesus und ebenso der greise Kardinal-Großinquisitor, der ihn im Kerker festsetzen lässt und ihm in einem langen Monolog versucht darzulegen, warum Jesus kein Recht mehr habe, durch ein erneutes Erscheinen das Wirken der Kirche zu stören. Der russische Schriftsteller Wassili Rosanow machte es mit dem 1894 in der Zeitschrift Russki Westnik erschienenen Artikel Die Legende vom Großinquisitor berühmt.

## Inhalt
Die Brüder Iwan und Aljoscha Karamasow treffen sich in einem Gasthaus. Der jüngere Aljoscha ist ein tiefgläubiger Mönch, während Iwan ein atheistischer Intellektueller ist. Nach einer „literarhistorischen Vorrede“ zu Beispielen von Erzählungen, in denen „die himmlischen Mächte auf die Erde herabgeholt werden“, beginnt Iwan mit der von ihm erdachten Erzählung über den Großinquisitor.
Es ist das Zeitalter der Inquisition, Sevilla im 16. Jahrhundert. Soeben sind hundert Häretiker qualvoll hingerichtet worden, als Jesus Christus erscheint. Obwohl er kein Wort spricht, wird er von allen, die ihn sehen, erkannt. Als ein blinder Greis bittet: „Herr, heile mich, damit ich Dich schaue!“, lässt ihn Jesus sehend werden. Als ein totes Kind im Sarg in den Dom getragen wird und die trauernde Mutter ihn darum bittet, vollbringt Jesus ein zweites Wunder und erweckt das Kind wieder zum Leben.

Dies wird vom Kardinal-Großinquisitor bemerkt, der fast 90-jährig und mit grober Mönchskutte bekleidet Jesus aus der Ferne beobachtet. Er befiehlt seinen Wachen, Jesus zu ergreifen. Das Volk ist so unterwürfig und gehorsam, dass es die Verhaftung geschehen lässt, und Jesus wird in ein Verlies im Gebäude des Heiligen Tribunals gebracht.

In der Nacht tritt der Großinquisitor in das Verlies und beschuldigt Jesus in einem langen Monolog, dass er kein Recht habe, auf die Erde zurückzukommen und „die Ordnung zu stören“, welche die römisch-katholische Kirche in über tausend Jahren errichtet habe. Dafür werde er ihn am nächsten Morgen als „schlimmsten aller Ketzer“ zum Tode auf dem Scheiterhaufen verurteilen.
An dieser Stelle fragt Aljoscha Iwan, ob die Aussage des greisen Großinquisitors in dieser Geschichte Iwans zügellose Phantasie sei oder ob es sich um ein unerhörtes qui pro quo handele. Iwan erklärt lachend, dass dies keine Rolle spiele. Der Greis „sage das laut, was er die ganzen neunzig Jahre verschwiegen hat“ – aus welchen Gründen auch immer.
Obwohl Jesus weiterhin schweigt, führt der Großinquisitor aus, dass er, wer immer er auch sei, kein Recht habe, „dem, was er schon früher gesagt habe, etwas hinzuzufügen“. Die Kirche habe diese Aufgabe fünfzehn Jahrhunderte lang übernommen und die Menschen von der Freiheit durch Christus überzeugt – wodurch die Menschen ihre Freiheit der Kirche zu Füßen gelegt hätten.
Wieder unterbricht Aljoscha, diesmal mit der Frage, ob sich der Großinquisitor lustig mache, es ironisch meine. Dies sei nicht der Fall, erklärt Iwan. Der Greis sei überzeugt, dass das rebellische Wesen der Menschen durch die Inquisition überwunden werde und sie dadurch frei würden, auf dem einzig richtigen Wege, dem der Kirche, zu gehen.
Der Großinquisitor wendet sich dem Gespräch Jesu mit dem Teufel in der Wüste zu (Mt 4,1–11 ): Er wirft Jesus vor, das Brot, das Wunder und die Macht, die der Satan ihm angeboten hatte, zurückgewiesen und damit der Menschheit eine Freiheit gegeben habe, mit der diese gar nichts habe anfangen können und die seitdem im Elend lebe. Es gebe für Menschen nichts Qualvolleres als die Freiheit des Gewissens, entscheiden zu können, was Gut und was Böse sei – und dies sei Jesus’ Werk gewesen. Indem er sich den drei Fragen hingegeben hätte, hätte er die Menschen automatisch von dieser Seelenqual befreien können. Auch vom Kreuz sei er nicht vor aller Augen herabgestiegen, um durch dieses Wunder alle Menschen direkt überzeugen zu können. Gerade das habe aber die Kirche geleistet. Sie habe den schwachen Menschen ein Geheimnis gegeben, dem sie sich blind unterordnen könnten. Sie habe die Lehre verbessert und sie auf strikte Autorität gegründet – und damit die menschliche Bürde erleichtert. Der greise Großinquisitor bekennt sich zum Antichrist: „Wir sind nicht mit Dir im Bunde, sondern mit ihm, das ist unser Geheimnis!“ Die Kirche habe vor acht Jahrhunderten Rom und das Schwert des Kaisers vom „mächtigen Geist“ empfangen, um die Weltherrschaft zu gründen und die Menschen vor sich selber zu retten, was Jesus mit der dritten Frage abgelehnt habe. Das Brot, das man verteile, sei zwar nicht aus Steinen durch ein Wunder entstanden, sondern man habe es denen weggenommen, an die es danach wieder verteilt werde – und sie würden sich darüber freuen! Durch ihr Handeln mache die Kirche alle Menschen glücklich, nur sie selber sei unglücklich und habe die Sünde auf sich genommen, da sie dieses Geheimnis bewahren müsse. Aber dafür könne selbst Jesus sie nicht verurteilen.

Schließlich bestätigt er erneut, dass Jesus verbrannt werde: „Schon am morgigen Tage wirst Du sehen, wie diese gehorsame Herde auf meinen ersten Wink hinzustürzen wird, um glühende Kohlen an Deinen Scheiterhaufen heranzuscharren ... dafür, dass du gekommen bist, uns zu stören.“
Erneut unterbricht Aljoscha, bezeichnet das Gehörte als „Unsinn“ und nur als die schlechtesten Elemente des Katholizismus. Iwan hält dagegen mit der Frage, wer in der katholischen Bewegung in den letzten Jahrhunderten sich nicht dem Verlangen nach Macht und „schmutzigen Gütern“ hingegeben hätte. Der Großinquisitor sei am Ende seines Lebens ehrlich in der Erkenntnis, dass sich die armseligen, „nur zum Hohne geschaffenen Wesen Gottes“ nur durch die Weisungen des „furchtbaren Geistes“ und durch Lüge und Täuschung für glücklich halten. Es sei sein Unglück, im Alter zu erkennen, dass dies alles zwar im Namen Jesu, aber entgegen seinen Handlungen geschehe.
Der Großinquisitor wartet auf eine Antwort von Jesus. Der aber schweigt weiter und küsst den Greis auf die blutlosen Lippen, worauf der Großinquisitor die Kerkertür öffnet und den Gefangenen mit den Worten „… komm überhaupt nicht mehr wieder … niemals, niemals!“ entlässt.
Iwan hat seine Erzählung beendet, und Aljoscha ist traurig über dessen Sichtweise. Iwan beruhigt ihn mit den Worten „alles nur Unsinn“ und „verrückte Dichtung eines verrückten Studenten“. Iwan bekennt sich zu seiner „Kraft der Karamasow’schen Gemeinheit“, zur Amoralität und radikalen Auffassung von Freiheit: „Alles ist erlaubt“. Als er seinen Bruder fragt, ob er sich deswegen nun von ihm lossagen werde, küsst ihn dieser als Antwort schweigend auf den Mund, was Iwan als „literarischen Diebstahl“ bezeichnet. Ehe die Brüder das Gasthaus verlassen und sich trennen – Iwan nach links in die Welt, vielleicht nach Amerika, Aljoscha nach rechts ins Kloster – verspricht Iwan seinem Bruder, dass er ihn aufsuchen werde, ehe er „mit dreissig Jahren Lust bekomme, den Becher auf den Boden zu schleudern“.

## Deutung
Swetlana Geier, die Dostojewskis Werke ins Deutsche übersetzt hat, gibt drei Aspekte an, die den (nur im Gesamtzusammenhang des Romans erfassbaren) Sinn dieser Geschichte ausmachen: Zum einen kritisiert Dostojewski damit das westliche Christentum und namentlich die römisch-katholische Kirche, die im Unterschied zum orthodoxen Christentum nur mehr nackte Macht verkörpere. Zum anderen drücke er mit der Geschichte die Weltsicht ihres Erzählers Iwan aus, die zwar durch Mitleid gekennzeichnet sei, aber in ihrem Verhaftetsein im Weltlichen beziehungslos und oberflächlich bleibe. Schließlich analysiere Dostojewski im Großinquisitor die Freiheit als eine Offenbarung des göttlichen Prinzips im Menschen. Dies werde erst durch die Gegenüberstellung der Geschichte vom Großinquisitor mit den im sechsten Buch wiedergegebenen „Gesprächen und Belehrungen des Starez Zosima“ deutlich, in denen dieser aus der ekstatischen Schau der Einheit allen Seins zu der für die Handlung des Romans zentralen Aussage kommt: „Alle sind an allem schuld“. Nur durch tätige Liebe lasse sich selbstlose Freiheit verwirklichen.
Der kirchenkritische Sinn der Legende scheint zunächst klar zu sein: Christus zeigt sich den Gläubigen, aber „seine“ Kirche fühlt sich durch ihn gestört, weil seine Gaben das Volk angeblich überfordern. Doch kann man auch Die Dämonen (Zweiter Teil, erstes Kapitel, Teil VI) als politischen Kommentar zur Legende vom Großinquisitor lesen. Viele Interpreten deuten den Großinquisitor in seinem Herrschaftswahn als Symbol einer kommenden antichristlichen und totalitären Epoche, als deren Protagonist Iwan Karamasow verstanden werden kann. Als Dostojewski die Legende vom Großinquisitor im Dezember 1879 vor Studenten an der Petersburger Universität vortrug, schrieb er eine Einführung, in der es heißt:

„Wenn der Glaube an Christus verfälscht und mit den Zielsetzungen dieser Welt vermengt wird, dann geht auch der Sinn des Christentums verloren. Der Verstand fällt dem Unglauben anheim, und statt des großen Ideals Christi wird lediglich ein neuer Turm zu Babel errichtet werden. Während das Christentum eine hohe Auffassung vom einzelnen Menschen hat, wird die Menschheit nur noch als große Masse betrachtet. Unter dem Deckmäntelchen sozialer Liebe wird nichts als offenkundige Menschenverachtung gedeihen.“

## Rezeption
Die Parabel von Großinquisitor hat bis heute eine besondere Wirkungsgeschichte.
Denker wie Leo Schestow, Nikolai Berdjajew, Friedrich Nietzsche, Max Weber, Georg Lukács, Albert Einstein, Martin Heidegger und Albert Camus deuteten ihren Inhalt oder versuchten, ihre eigenen, teilweise einander widersprechenden Thesen durch sie zu belegen. Insbesondere in der Theologie veranschaulichten Romano Guardini, Karl Barth sowie René Girard an ihr das Verhältnis Gottes zu den Menschen und die Rolle der Kirche.
„Die Grundkonzeption des Großinquisitors in ihrer gegen die ‚antichristlichen‘ Wege Roms gerichteten Anklage hat … der Altmeister des russischen Romans dem jugendlichen Freund seiner letzten acht Lebensjahre, Wladimir Solowjew, entnommen“, wie Wladimir Szylkarski in seinem Beitrag „Messianismus und Analytik bei Dostojewskij und Solowjew“ nachweist.
Auch in zeitgenössischen Diskursen wie bei Peter Sloterdijk und Ellis Sandoz wird auf Dostojewskis Text Bezug genommen.

## Adaptionen und Erwähnungen

### Musik
- Boris Blachers 1947 uraufgeführtes Oratorium Der Großinquisitor für Bariton, Chor und Orchester in der textlichen Einrichtung von Leo Borchard basiert auf Dostojewskis Text.[5]
- Bernd Alois Zimmermann verwendete in seiner letzten Komposition aus dem Jahr 1970 Ich wandte mich und sah an alles Unrecht, das geschah unter der Sonne. Ekklesiastische Aktion für zwei Sprecher, Bass-Solo und Orchester neben Texten aus der Bibel auch Auszüge aus Dostojewskis Der Großinquisitor.[6]
- The Ocean Collective handeln auf ihrem Album Anthropocentric (2010) die Geschichte Der Großinquisitor in drei Songs ab.

### Hörspielbearbeitungen
In Deutschland entstanden drei Adaptionen des Werkes.
- 1961: Der Großinquisitor. Ernst Ginsberg in Memoriam – Regie: Kraft-Alexander zu Hohenlohe-Oehringen (NDR)[7]
- 1994:Der Großinquisitor. Fassung von George Tabori, nach der Vorlage von Dostojewski – Bearbeitung und Regie: Jörg Jannings (MDR/HR)[8]
- 2021: Der Großinquisitor. frei nach Dostojewskis gleichnamigem Text von Björn SC Deigner – Regie: Björn SC Deigner (SWR)[9]

### Dramaturgische Adaptionen
- Die Geschichte wurde als Inquisition im Jahr 2002 für Channel 5 im Vereinigten Königreich verfilmt. Sir Derek Jacobi spielte die Rolle des Kardinal-Großinquisitors.
- Der Großinquisitor ist die Basis für das Theaterstück Only We Who Guard the Mystery Shall Be Unhappy von Tony Kushner.[10]
- In der Episode Talitha Cumi der Fernsehserie Akte X wird die Befragung eines Mannes mit ungewöhnlichen Fähigkeiten durch den „Raucher“ im Stile des Großinquisitors durchgeführt.[11] Neben „Talitha Cumi“, den Worten die auch Jesus bei Dostojewski sagt, als er das tote Mädchen wiedererweckt, gibt es weitere Hinweise in der Episode, die auf Der Großinquisitor hindeuten.
- In der Hörspieladaption des Romans "Unternehmen Delphin" von Nikolai von Michalewsky führt der neue Diktator Gordon Smith in einer Zelle eine Auseinandersetzung mit dem Protagonisten Mark Brandis über Politik, Gesellschaft und die Verführbarkeit des Menschen durch Dogma, die sehr an das Modell der Geschichte Dostojewskis angelehnt ist.
- In Richard Linklaters Film Before Midnight erwähnt die Protagonistin Dostojewskis Der Großinquisitor (im engl. Originalton: „The Grand Commander“) im Zuge eines Streits.[12]

## Online-Textversionen
- Der Großinquisitor im Project Gutenberg (Übersetzung von Rudolf Kassner)
- Der Großinquisitor. Online-Text, Projekt Gutenberg-DE (Übersetzung von Hermann Röhl)